# Жозеф Артюр дьо Гобино
Жозеф Артюр дьо Гобино (на френски: Joseph Arthur de Gobineau) е френски дипломат, аристократ, белетрист и философ.
Автор е на труда „За неравенството на човешките раси“, в който развива расовата теория и идеята, че съществува арийска господарска раса, която властва над жълтата и черната раса. Неговите изводи по-късно са използвани от нацисткото правителство на Третия райх като доводи в полза на расовата му политика.

## Биография
Жозеф Артюр дьо Гобино произхожда от благороднически род. Баща му Луи дьо Гобино (1784 – 1858) е военен офицер и твърд роялист.
През 1830 г. Жозеф започва да учи в гимназията на Бил (Швейцария, кантон Берн), където научава немски език и се заражда интересът му към персийския език. През 1835 г. се премества в Париж. Работи като чиновник във Френската компания за газово осветление, след това във ведомството на пощите, като същевременно се занимава с журналистика и литературен труд.
През 1843 г. се запознава с Алексис дьо Токвил, с когото развива приятелски отношения, които продължават до смъртта на Токвил през 1859 г. През 1849 г. Токвил, който заема за кратко поста на министър на външните работи, го назначава за началник на канцеларията си. В същото време той е основател и редактор на монархическото списание „Провинциален преглед“ и публикува стихотворението си „Амандин“, което за първи път очертава основите на неговата елитаристка расова теория. След оставката на Токвил Гобино е на дипломатическа служба, отначало като първи секретар, а след това и ръководител на дипломатическите мисии в Берн, Хановер, Франкфурт на Майн, Техеран, Атина, Рио де Жанейро и Стокхолм.
През 1876 г. се запознава с композитора Рихард Вагнер (тъст на Хюстън Стюарт Чембърлейн), който хвали идеите му и допринася за тяхното разпространение. В началото на 1880-те Вагнер заявява, че вижданията им за миналото и бъдещето са сходни, тъй като научните изследвания на Гобино дават научно обяснение на собствените му расови идеи. Въпреки критиките, творбите му като цяло са приети с одобрение и от Фридрих Ницше. Ромен Ролан отбеляза „надареността на Гобино като мислител и художник“.

## Художествено творчество
Жозеф дьо Гобино демонстрира своите възгледи и в белетристични произведения, като остро изобразява класовата борба, заставайки на страната на аристокрацията. Като ориенталист Гобино представя „местния колорит“ в своите „Азиатски новели“ и в „Ренесансът, исторически сцени“. Като писател Гобино се учи от Стендал и Мериме.

### Есеистика
Есета по исторически теми
- Essai sur l'inégalité des races humaines, tomes I et II (1853), III, IV, V et VI (1855). Les livres 1 à 6 sont disponibles sous format word et PDF ici: Uqac.ca
- Mémoire sur l'état social de la Perse actuelle (1856)
- Histoire des Perses, Paris, Plon, 1869
- Ce qui se passe en Asie (1877; посмъртно издание, Paris, Cahiers libres, 1928)
- Histoire d'Ottar Jarl et de sa descendance, Paris, Plon, 1879.

Есета по философски теми
- Les religions et les philosophies dans l'Asie centrale, Paris, Plon, 1865.
- Mémoire sur diverses manifestations de la vie individuelle (1869; Desclée de Brouwer, 1935).

Есата по филологически теми
- Lecture des écritures cunéiformes (1858)
- Traité des écritures cunéiformes (1864).

Памфлети
- Ce qui est arrivé à la France en 1870 (1870, посмъртно издание; Klincksieck, 1970)
- La Troisième République et ce qu'elle vaut (1877, посмъртно издание).

### Романи и новели
- Ternove – Méline, Cans et Cie Bruxelles, 1848
- Adélaïde (1869, посмъртно издание)
- Souvenirs de voyage: Le Mouchoir rouge, Akrivie Phrangopoulo, La Chasse au caribou (1872; Folio-Gallimard, 1985)
- Les Pléiades (1874; Folio-Gallimard, 1997)
- Nouvelles asiatiques: La Danseuse de Shamakha, L'Illustre Magicien, Histoire de Gambèr-Aly, La Guerre des Turcomans, Les Amants de Kandahar et La Vie de voyage (1876; P.O.L., 1990; Les Éditions du Sonneur, 2007)
- La Renaissance, scènes historiques (1877; GF-Flammarion, 1980).

### Пътеписи
- Trois ans en Asie, 1859 (Métailié, 1980)
- Voyage à Terre-Neuve, 1861 (Arléa, 1993).

### Поезия
- La Chronique rimée de Jean Chouan et de ses compagnons (1846)
- L'Aphroëssa (1869)
- Amadis (1876)
- Amadis (1887, rééd. intégrale, partiellement posthume)
- Tre poemi inediti (Firenze, Olschki, 1965).

### Произведения за театър
- Les Adieux de Don Juan (1844)
- Alexandre le Macédonien (1847, посмъртно издание)

### Художествена и литературна критика
- Études critiques 1842-1847 (Klincksieck, 1984).